# Canthigaster figueiredoi
Conhecido no Brasil como Baiacu de recife ou Cantigaster nacional (Canthigaster figueiredoi) é uma pequena espécie de baiacu do gênero canthigaster.

## Distribuição
É endêmico do Brasil, podendo ser encontrado dês da Região Nordeste até Santa Catarina, incluindo o Atol das Rocas. Dizem que há avistamentos na Colômbia e Venezuela, mas na verdade esses avistamentos são do Canthigaster rostrata uma outra espécie de baiacu que se parece muito com ele.

## Habitat
Habitam recifes rochosos e recifes de corais costeiros.

## Alimentação
Se alimentam de algas, crustáceos, moluscos e esponjas.

## Curiosidades
Seu nome científico figueiredoi faz homenagem a José Lima de Figueiredo, por suas contribuições para o avanço da taxonomia dos peixes marinhos brasileiros.É uma espécie inofensiva para os humanos, mas se for consumido pode acabar sendo envenenado pela sua tetrodotoxina (uma toxina comum de se encontrar em algumas espécies marinhas).

## Em cativeiro
É muito popular pelos aquaristas brasileiros, pois é um peixe de fácil manutenção.